# الحلوى الفيلالية
الفيلالية هي حلوى مغربية تقدم غالبا في الأفراح والمناسبات، يرجع أصلها لمنطقة تافيلالت، لكنها أصبحت من أهم الحلويات التي تزين مائدة الإفطار في مدينتي فاس، ومكناس. خاصة خلال شهر رمضان المبارك،، لما تحتويه من سكريات ودهنيات ومنشطات ضرورية للجسم في تلك الفترة.

## مقادير الفيلالية
*القمح المغربل في غربال الحرير
- دقيق أبيض ناعم
- ملح
- ماء الزهر
- زيت للقلي
- ماء
- عسل
- لوز

## طريقة التحضير
لتحضير الفيلالية، يخلط كل من الدقيق الأبيض ودقيق القمح، ثم يضاف إليه الملح والماء وعجنه إلى حين الحصول على عجينة متماسكة، تدلك جيداً حتى تصبح لينة ومتجانسة وذات ملمس رطب. يدهن طبق بالقليل من الزيت ثم تشكل العجينة على شكل كويرات صغيرة بحجم حبة جوز، يطلق العجين إلى حين الحصول على عجينة شفافة، ثم تقلى في الزيت الذي نكون قد وضعناه يسخن مسبقاً، بعد الانتهاء من القلي تسحق الرقائق جيداً. في إناء آخر نضع نصف كمية زيت تسخن قليلاً ثم يضاف إليها ماء الزهر ويترك الخليط ليغلي فوق نار معتدلة، بعدها تضاف الرقائق المسحوقة واللوز ونستمر بالتحريك فوق النار إلى حين تجانسها. يفرغ الخليط في حلات متساوية وتترك إلى اليوم الموالي.
بعد 24 ساعة تسخن الكمية المتبقية من العسل حتى تصل إلى الغليان ويسقى بها الخليط المحضر اليوم السابق، وتخلط جيداً تم توضع الحلوى في مكان لتقطر جيداً، ثم تعصر جيداً للتخلص من الزيت، بعدها تفرغ الحلوى في طبق التقديم وتترك لتبرد، بعدما تبرد تقدم الحلوى مع القليل من الزبدة ثم تؤكل بالخبز المغربي.

## مواضيع متعلقة
- قائمة الحلويات المغربية
- المطبخ المغربي
- حلوى شباكية
- قائمة التراث الثقافي اللامادي في المغرب العربي